# Mammillaria stella-de-tacubaya
Nombre científico aceptado actualmente: Mammillaria lasiacantha
La biznaga chica (Mammillaria lasiacantha) antes llamada Mammillaria stella-de-tacubaya es una especie de planta perteneciente a la familia Cactaceae. Es endémico de Durango en México. Su hábitat natural son los áridos desiertos. Está tratada en peligro de extinción por pérdida de hábitat. Mammillaria stella-de-tacubaya fue descrita por Emil Heese y publicado en Gartenflora 53(8): 214 (-215). 1904 Mammillaria: nombre genérico que fue descrita por vez primera por Carolus Linnaeus como Cactus mammillaris en 1753, nombre derivado del latín mammilla = tubérculo, en alusión a los tubérculos que son una de las características del género. stella-de-tacubaya: epíteto que la denomina "estrella de Tacubaya".

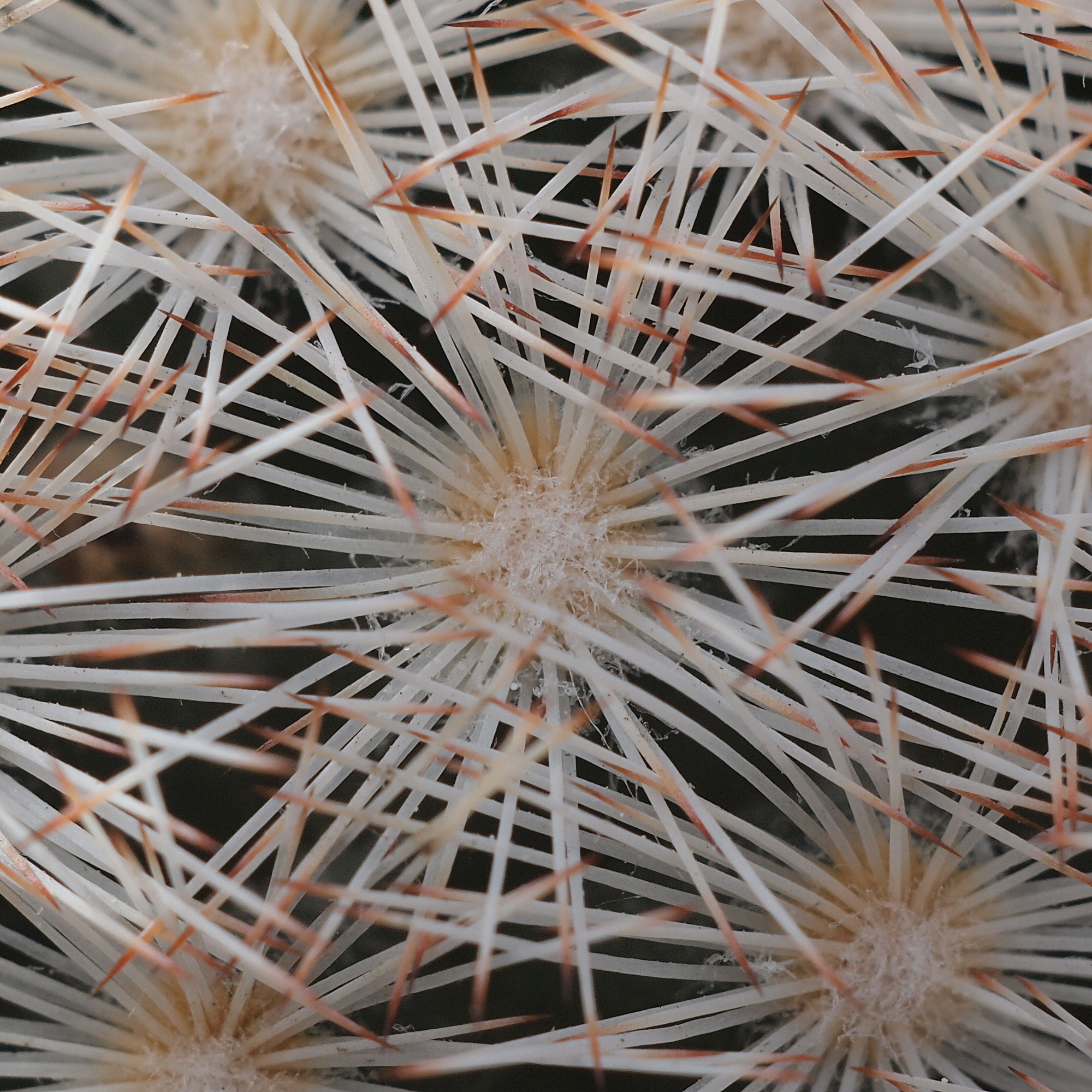
Espinas

## Clasificación y descripción
Es una biznaga de la tribu Cacteae, familia Cactaceae. Es un cactus que tiene crecimiento simple. Es de forma globosa, de 4 a 5 cm de altura y 3 a 4 cm de diámetro. Las protuberancias del tallo (tubérculos) son cilíndricos, de color verde y presentan jugo acuoso, el espacio entre ellos (axilas) poseen lana escasa. Los sitios en los que se desarrollan las espinas se denominan aréolas, en esta especie tienen forma ovada, con más o menos 40 espinas, de ellas ocasionalmente 1 se localiza en el centro de la aréola (central), de color pardo a negras, ganchuda; las espinas blancas de la orilla, son setosas a finamente aciculares (radiales). Las flores son pequeñas y tienen forma de embudo, miden casi 15 mm de longitud y 8 a 12 mm de diámetro, son de color blanco con tintes rojizos y ocasionalmente de color verde olivo. Los frutos en forma de chilitos, son de color rojo y las semillas de color negro. Es polinizada por insectos y se dispersa por semillas.
Mammillaria stella-de-tacubaya crece sobre todo individual.

## Distribución
Es endémica a los estados de Durango y Coahuila de Zaragoza, en la región de l La Laguna, de la cuenca del Río Nazas-Torreón.

## Ambiente
Se desarrolla entre los 1300 a 2300 m s.n.m., en matorrales xerófilos.

## Estado de conservación
Debido a sus características, esta especie ha sido extraída de su hábitat para ser comercializada de manera ilegal, aunque no se tiene cuantificación del daño que esto ha producido a las poblaciones. Es endémica a México y se considera en la categoría de sujeta a protección especial (Pr) de la Norma Oficial Mexicana 059. En la lista roja de la IUCN se considera como (LC).